# Brie-sous-Matha
Brie-sous-Matha is een gemeente in het Franse departement Charente-Maritime (regio Nouvelle-Aquitaine) en telt 179 inwoners (2004). De plaats maakt deel uit van het arrondissement Saint-Jean-d'Angély.

## Geografie
De oppervlakte van Brie-sous-Matha bedraagt 6,4 km², de bevolkingsdichtheid is 28,0 inwoners per km².
De onderstaande kaart toont de ligging van Brie-sous-Matha met de belangrijkste infrastructuur en aangrenzende gemeenten.

## Demografie
Onderstaande figuur toont het verloop van het inwonertal (bron: INSEE-tellingen).